# Raúl Mederos
Idalberto Raúl Mederos Sosa (L'Avana, 8 agosto 1967) è un allenatore di calcio cubano.

## Carriera
Nella stagione 2015-2016 ha allenato il Villa Clara. Nel 2016 è stato nominato commissario tecnico della Nazionale cubana. Ha guidato la Nazionale cubana nella CONCACAF Gold Cup 2019. Il 15 luglio 2019 rassegna le proprie dimissioni dal ruolo di c.t. della Nazionale cubana.